# مطثية حالة للزيلان البارد
مطثية حالة للزيلان البارد[بحاجة لمصدر] (الاسم العلمي: Clostridium algidixylanolyticum) هي نوع من البكتيريا يتبع جنس المطثية من الفصيلة المطثاوية.

## روابط خارجية
- ITIS - Catalogo delle specie